# ×組通信
『×組通信』（ペケぐみつうしん）は、波間信子による日本の漫画作品。『なかよしデラックス』（講談社）にて、1983年10月号から1984年3月号まで全5回連載された。

## 書誌
- 波間信子 『×組通信』 講談社〈講談社コミックスなかよし〉 1984年8月6日発行、ISBN 4-06-108477-1